# Vipsània Marcel·la
Vipsània Marcel·la Agripina (en llatí: Vipsania Marcella Agrippina; 27 a. C. - ?) va ser l'única filla del polític i militar romà Marc Vipsani Agripa amb la seva segona esposa Clàudia Marcel·la. Va ser la primera neta d'Octàvia Menor i la primera reneboda del primer emperador romà August.
Al voltant de l'any 14 aC, es va casar amb el general i polític romà Publi Quintili Var, i potser després amb Marc Emili Lèpid. Si es va casar amb aquest últim, un fill seu seria conegut per una dedicatòria a la basílica Emília. Poc se sap sobre aquest matrimoni, ni si van tenir fills.
Segons Tàcit, no va morir de part o per causes naturals. L'historiador afirma que els fills d'Agripa van morir en batalla, d'inanició o enverinats. No obstant això, pot ser que es refereixi exclusivament als fills d'Agripa amb la seva esposa Júlia, la filla de l'emperador August, ja que l'historiador no menciona específicament el nom de Marcel·lina. No se sap amb certesa la data de la seva mort.
En els llibres de Robert Graves Jo, Claudi i Claudi el Déu, l'emperadriu romana Lívia Drusil·la l'acusa d'incest amb el seu difunt pare, la qual cosa la condueix al suïcidi.